# Sergio Bravo
Sergio Bravo Martínez (27 de novembre de 1927) és un exfutbolista mexicà.

## Selecció de Mèxic
Va formar part de l'equip mexicà a la Copa del Món de 1954.